# Spielmanns- und Fanfarenzug Rückers
Der Spielmanns- und Fanfarenzug Rückers e.V. (kurz SFZ Rückers) ist ein Musikverein aus Rückers in Osthessen, Deutschland. Er ist Mitglied im Hessischen Musikverband (HMV) und im Kreis- und Stadtmusikverband Fulda. Bis 2020 war er werbend für das DRK tätig und daher als DRK Spielmanns- und Fanfarenzug Rückers e. V. eingetragen. Er musste diesen Namenszusatz aber ablegen.
Der Verein zeigt bei seinen Auftritten ein Repertoire aus deutschen, niederländischen und französischen Marsch- und Konzertstücken, klassischen Werken sowie durch modernen Swing beeinflusste Stücke.
Durch sein Programm aus Marsch, Musik und Show ist er überregional bekannt. Die ständig überarbeitete Musikshow wird mehrmals jährlich im In- und Ausland aufgeführt. Bei seinen Auftritten spielt der Verein ausschließlich auf Naturton-Instrumenten.

## Geschichte
Der Spielmanns- und Fanfarenzug wurde im Jahr 1967 von der DRK-Gruppe in Rückers mit dem Ziel gegründet, für den Rot-Kreuz-Gedanken in der Heimatgemeinde und darüber hinaus zu werben. Unterstützung erhielt der Verein durch die damals noch eigenständige Gemeinde Rückers, andere Vereine und Privatpersonen.
Bis in die 1980er Jahre lag der Schwerpunkt der Vereinsarbeit auf der Teilnahme an Wettstreiten. Der größte Erfolg hierbei war der Hessenmeistertitel 1975 und der 3. Platz bei den deutschen Meisterschaften 1976.
1982 konnte zum ersten Mal eine eigene Musikshow, bei der verschiedene Figuren gelaufen werden, in das Programm mit aufgenommen werden. Diese wurde in den folgenden Jahren immer weiter ausgebaut, so dass der Verein 1988 erstmals eine Einladung zu einem internationalen Tattoo nach Frankreich bekam. Es folgten Teilnahmen an großen Musikfesten und Show-Veranstaltungen in ganz Deutschland. Darüber hinaus hatte der Verein inzwischen über 50 internationale Auftritte in Frankreich, Belgien, der Schweiz, Luxemburg, den Niederlanden und Österreich.
2018 feierte der DRK Spielmanns- und Fanfarenzug Rückers sein 50-jähriges Bestehen mit zwei Musikfesten u. a. mit einem Auftritt der Höhner.
Im Jahr 2020 musste er auf Drängen des Deutschen Roten Kreuzes den Zusatz DRK im Namen streichen.
Insgesamt hat der Verein mehr als 150 Mitglieder, von denen ca. 60 aktiv musizieren.

## Auftritte

### Internationale Auftritte
International konnte sich der Verein in Österreich, der Schweiz, in Frankreich, Tschechien, Belgien, Luxemburg und den Niederlanden präsentieren:
- 2024 Stadtfest in St. Quentin (Frankreich), Stadtfest in Bricquebec-en-Cotentin (Frankreich)
- 2018 Trauben- und Weinfest in Grevenmacher (Luxemburg), Blumenkorso in Sélestat (Frankreich)
- 2017 Musikfest in Porcieu bei Lyon (Frankreich), Musikfest in Irschen (Österreich)
- 2016 Fête Jeanne Hachette – Beauvais (Frankreich), internationale Musikshow in Olmütz (Tschechien), Musikshow in Formerie (Frankreich)
- 2015 Carnaval de Strasbourg (Frankreich), Narzissenfest in Gérardmer (Frankreich), Stadtfest in Gauchy (Frankreich)
- 2014 Internationales Stadtfest in Bricquebec
- 2013 Stadtfest in Saint-Louis (Frankreich), Zuckerfest in Erstein (Frankreich), internationale Musikshow in Beauvais (Frankreich)
- 2012 Carnaval de Arlon (Belgien), Musikfest in St. Quentin (Frankreich), Musikfest beim Musikverein Irschen (Kärnten / Österreich), Winzerfest in Neuchâtel (Schweiz)
- 2011 Carnaval de Strasbourg (Frankreich), Ginsterfest in Wiltz (Luxemburg), Les Musicales du Rhin in Neuf-Brisach (Frankreich), Tattoo in Hausgauen (Frankreich)
- 2010 internationales Tattoo in Ville-la-Grand (Frankreich), Trauben- und Weinfest in Grevenmacher (Luxemburg)
- 2009 internationale Musikshow in Creutzwald (Frankreich), „Les Folies de Binbin“ in Valenciennes (Frankreich), Neujahrskonzert in Creutzwald (Frankreich), „Vogue des Noix“ in Firminy (Frankreich), Showprogramm zum Fußball-Weltmeisterschafts-Qualifikationsspiel Luxemburg – Schweiz, Christmasparade in Luxemburg
- 2008 Carneval in Wellin (Belgien), Internationales Stadtfest – Fête Jeanne Hachette – Beauvais (Frankreich), Blumenkorso in Erstein bei Straßburg (Frankreich), Winzerfest in Neuchâtel (Schweiz), Musikshow in Antwerpen (Belgien)
- 2007 Carnaval de Arlon (Belgien), Nationalfeiertag in Mutzig (Frankreich), Fête du Muguet (Maiglöckchenfest) in Rambouillet (bei Paris Frankreich)
- 2006 Christmas-Parade (Luxemburg-Stadt), Kulturfestival in Étain (Frankreich), „Vogue des Noix“ in Firminy (Frankreich), Carnaval de Strasbourg (Frankreich)
- 2005 Stadtfest in Sin-le-Noble (Frankreich), „Les Folies de Binbin“ in Valenciennes (Frankreich)
- 2004 Carnaval de Chalon in Chalon-sur-Saône (Frankreich)
- 2003 Fête du Raisin et du Vin in Grevenmacher (Luxemburg)
- 2001 Musikfest in Tarascon (Südfrankreich bei Marseille), Winzerfest in Neuchâtel (Schweiz)
- 2000 Stadtfest in Rumilly (Savoyer Alpen / Frankreich)
- 1999 Internationales Musikfest in Lens (Frankreich), „Fête de la Chocroute“ in Brienne-le-Château (Frankreich)
- 1996 Stadt- und Musikfest – Fête du muguet – Maiglöckchenfest in Compiègne (bei Paris /Frankreich)
- 1995 Stadtfest zu Ehren von Jeanne d’Arc in Rouen (Normandie / Frankreich)
- 1994 Musikfest beim Musikverein Irschen (Kärnten / Österreich)
- 1993 Internationales Stadtfest – Fête Jeanne Hachette – Beauvais (Frankreich), Blumenkorso in Nizza (Côte d’Azur / Frankreich)
- 1992 Musikfest in St. Quentin (Frankreich), Musikfest in Blerick / Venlo (Niederlande)
- 1991 Blumenkorso – Bataillees de Fleures – in Nizza (Côte d’Azur / Frankreich)
- 1988 Internationales Stadtfest in Troyes (Frankreich)

### Nationale Auftritte
Die Höhepunkte von mehreren hundert Auftritten waren:
- Eröffnung der Armbrust-WM und 60. Dt. Schützentag in Frankfurt am Main
- Loreley-Tattoo in St. Goarshausen
- Sport & Show in Bad Hersfeld
- Musikparade in den Weser-Ems-Hallen Oldenburg
- Musikparade in der Max-Schmeling-Halle in Berlin
- Musikparade in der Rudolf Weber-Arena Oberhausen
- Musikparade in der s.Oliver Arena Würzburg
- Musikparade in der Bigbox Kempten
- Bundesmusikparade in der Olympiahalle München
- Musikparade in der Rittal Arena Wetzlar
- Musikparade in der GETEC Arena Magdeburg
- Musikparade in der QUARTERBACK Immobilien ARENA Leipzig
- Musikparade in der Porsche-Arena Stuttgart
- Musikparade in der Margon Arena Dresden
- Musikparade in der Seidensticker Halle Bielefeld
- Musikparade in der Stadthalle Cottbus
- Musikparade in der Frankenstolz Arena Aschaffenburg
- Musikparade in den Westfalenhallen Dortmund
- „Welcome Night“ zur Leichtathletik-WM in Berlin
- Musikshow im Station Luftschiffhafen Potsdam
- Schollenfest in Berlin
- Münchner Oktoberfest
- Blumenkorso in Bad Ems
- Wormser Backfischfest
- Internationales Musikfest in Hattstedt
- Marienburg-Tattoo
- Brezelfest in Speyer
- Grenzlandfest in Zwiesel
- Rákóczi-Fest in Bad Kissingen
- Trachtenfest in Schlitz
- Weinfest in Neustadt an der Weinstraße
- Europäisches Musikfestival in Rödemis / Husum
- Faschingsumzüge in Fulda, Frankfurt am Main und Wiesbaden
- Karnevalsumzug in Wasungen
- Ochsenfest in Wetzlar
- Military Tattoo in Fulda
- Sommergewinn in Eisenach
- Ellwangen Tattoo

## Erfolge bei Wettstreiten
Auch bei Musikwettstreiten wurden vordere Plätze belegt:
FZ=Fanfarenzug, SFZ=Spielmanns- und Fanfarenzug, SZ=Spielmannszug
- 1995 Deutschlandpokal in Alsfeld: 2. Platz FZ-Klasse, 3. Platz SFZ-Klasse – Wettstreit in Buchenau: 1. Platz SFZ-Klasse, 1. Platz FZ-Klasse – Wettstreit in Dieburg: 1. Platz FZ-Klasse, 2. Platz SFZ-Klasse
- 1994 Hessenmeisterschaft Dirlos: 2. Rang SFZ-Klasse
- 1992 Wettstreit in Ludwigshafen am Rhein: 1. Platz SFZ-Klasse
- 1990 Wettstreit Eiterfeld/Arzell: 2. Platz SFZ-Klasse
- 1989 Hessenmeisterschaft in Rommerz: 3. Platz FZ-Klasse
- 1987 Hessenmeisterschaft in Altenstadt: 2. Platz SFZ-Klasse, 3. Platz FZ-Klasse
- 1985 Fulda-Pokal: 1. Platz FZ-Klasse, 2. Platz SFZ-Klasse
- 1982 Wettstreit in Oberursel: 1. Platz SZ-Klasse
- 1981 Hessenmeisterschaft in Hungen: 3. Platz SFZ-Klasse
- 1980 Musikfest in Tann: 2. Platz SFZ-Klasse, 3. Platz FZ-Klasse, 2 Goldmedaillen
- 1979 Musikwettstreit in Dirlos: 2. Platz SFZ-Klasse, 3. Platz FZ-Klasse
- 1978 Wettstreit in Bleichenbach: 3. Platz in der SFZ-Klasse
- 1976 Deutsche Meisterschaft in Mainz: 3. Platz SFZ-Klasse – Deutschlandpokal in Alsfeld: 2. Platz SFZ-Klasse
- 1975 Hessische Meisterschaft in Ober-Mörlen: 1. Platz SFZ-Klasse – Hessenmeister 1975
- 1974 Wertungsspiel in Tann: 1. Platz FZ-Klasse, 2. Platz SFZ-Klasse
- 1972 Musikfest in Eiterfeld-Ufhausen: 2. Platz SZ-Klasse, 2. Platz FZ-Klasse

## Festival der Spielleute
Bisher zehn Mal präsentierte der Spielmanns- und Fanfarenzug Rückers in der Kreissporthalle in Flieden das Festival der Spielleute, eine Musikshow mit Vereinen aus ganz Deutschland und Europa.

## Diskografie
Einen Querschnitt des vielseitigen Repertoires des SFZ Rückers e.V. enthält die CD mit dem Titel "Ein Klang hebt sich ab". Sie wurde im Jahr 2002 aufgenommen.

## Nachwuchs- und Jugendarbeit
Der Verein legt besonderen Wert auf die Nachwuchsausbildung und bietet Jugendlichen im Alter von 12 bis 17 Jahren die Teilnahme an den D-Seminarwochen der Landesmusikjugend Hessen an. Hier können sie die Jugendleistungsabzeichen D1 bis D3 für ihr Instrument erwerben.